# 김성수 (배우, 초대받은 성웅들)
김성수(金成洙)는 대한민국의 영화 배우이다.
배우 오영일의 조카이다.

## 작품
- 초대받은 성웅들(1984, 김대건 역)
- 사의 찬미(1991)
- 애니깽(1997)

## 수상
- 청룡영화상 남우조연상 후보 (1993, 그 여자, 그 남자)